# Dysdera arnoldii
Dysdera arnoldii là một loài nhện trong họ Dysderidae.
Loài này thuộc chi Dysdera. Dysdera arnoldii được miêu tả năm 1956 bởi Charitonov.